# Parmelian Prints of the High Sierras
Parmelian Prints of the High Sierras je portfolio osmnácti  fotografických želatinostříbrných tisků, které vytvořil Ansel Adams v roce 1927. Byla to první publikace portfolia jeho tisků, které vznikly nedlouho poté, co se rozhodl stát se profesionálním fotografem, a od té doby je nazývána „přelomovým dílem ve fotografii dvacátého století“.

## Historie
Jako člen Sierra Clubu ve dvacátých letech se Adams připojil k každoročním měsíčním High Trips v Sieře, kromě toho, že podnikl několik výletů sám. Během těchto cest pořídil velkoformátové černobílé snímky mnoha známých míst v regionu, včetně King's River Canyon, Muir Gorge, vrcholů u horních toků King's River, Mount Brewer, The Black Kaweah, Mount Ritter, Minarety, oblast kolem South Fork v San Joaquin a Evolution Valley. Nejznámější z těchto snímků je Adamsovo první mistrovské dílo: Monolit, tvář skalního útvaru Half Dome. Fotografie, které na těchto cestách pořídil, se staly jádrem portfolia Parmelian Prints.
Podle Adamse nápad na portfolio přišel od Alberta Bendera, známého mecenáše umění ze San Francisca. Den po prvním setkání s Adamsem v roce 1926 se s ním Bender setkal ve své kanceláři a navrhl Adamsovi vytvořit portfolio, které by Bender podporoval i pomáhal prodávat. Bender zavolal svému příteli Jeanu Chambersi Mooreovi, známému vydavateli, který souhlasil s tím, že bude dohlížet na výrobu portfolia prostřednictvím tehdy velmi uznávaného Grabhorn Press. Bender okamžitě navrhl vydání 100 výtisků plus 10 výtisků pro umělce, každý po 18 tiscích. Během několika hodin Bender prodal 56 sad edice po telefonu svým bohatým přátelům, než se kdokoli z nich setkal s Adamsem nebo viděl, jak bude portfolio vypadat.
Název portfolia byl pro Adamse problematický. Termín „parmelian“ bylo bezvýznamné slovo, které vymyslel Moore, který věřil, že nazývat je „fotografickými tisky“ nedovolí, aby byly brány vážně jako umění. Adams později řekl: "Nejsem hrdý na to, že dovolím toto porušení víry v mé médium." Aby toho nebylo málo, slovo „Sierras“ bylo také špatné. Podle Adamse, „Jméno Sierra je již množné číslo. Přidat s je lingvistický, kalifornský a horolezecký hřích.“
Když bylo portfolio zveřejněno, obsahovalo prohlášení „Sto padesát kopií vytištěných v Grabhorn Press, San Francisco, srpen MCMVII“. Moore se po Benderově počátečním úspěchu v jejich prodeji zjevně rozhodl zvýšit počet vyrobených kopií , ale ani Adams, ani Moore nesledovali, kolik kopií portfolia bylo skutečně vytištěno. Adams později odhadl, že bylo dokončeno pouze asi 100. Z nich byl neznámý počet později zničen při požáru skladu; má se za to, že klientům nebylo nikdy dodáno více než 75 výtisků.
Sám Adams vytiskl každý z obrázků pro portfolia na pergamenový papír Kodak Vitava Athena Grade T, který měl krémovou barvu i průsvitnost díky tenkosti papíru. Výtisky měří 5 3/4" x 7 3/4" (14,6 x 19,7 cm) na listech 10" x 12" (25.4 cm x 30,5 cm).
Osmnáct tisků zahrnutých do portfolia bylo nazváno takto:
- Sierra Junipers
- The Abode of Snow
- Monolit, tvář skalního útvaru Half Dome
- Glacier Point
- Na výšinách
- Borovice pokroucené, Lyell Fork, Merced
- Mount Galen Clark
- Mount Clarence King
- Roaring River Falls
- Jezero Marion
- El Capitan
- Banner Peak – jezero tisíce ostrovů
- Mount Brewer
- Kearsarge Pinnacles
- Sentinel
- Východní Vidette
- Údolí Dolního ráje
- Mrak a hora

V srpnu 2011 byla kompletní kopie portfolia nabídnuta k prodeji za 110 000 amerických dolarů.

## Galerie

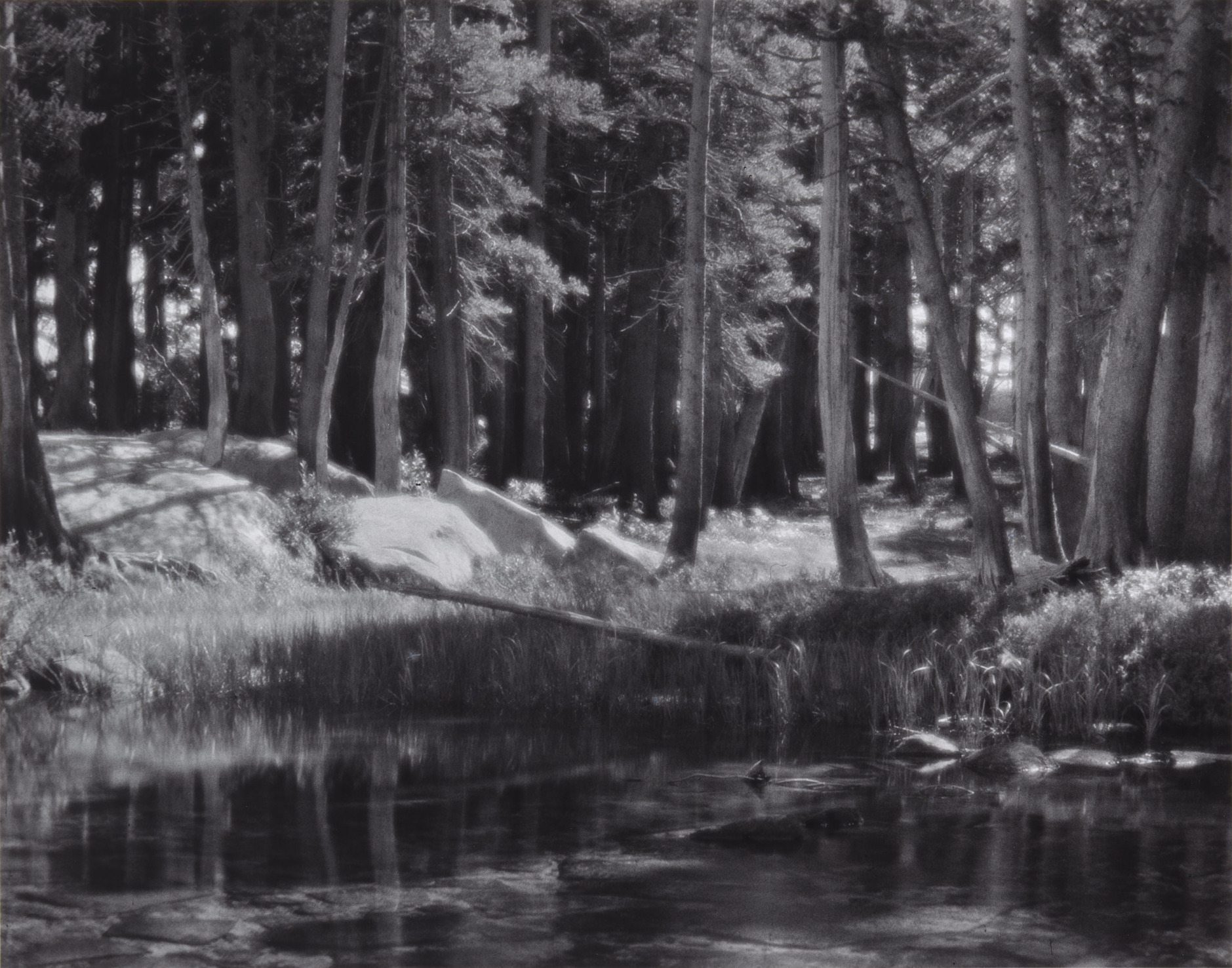
Borovice pokroucené, Lyell Fork, Merced
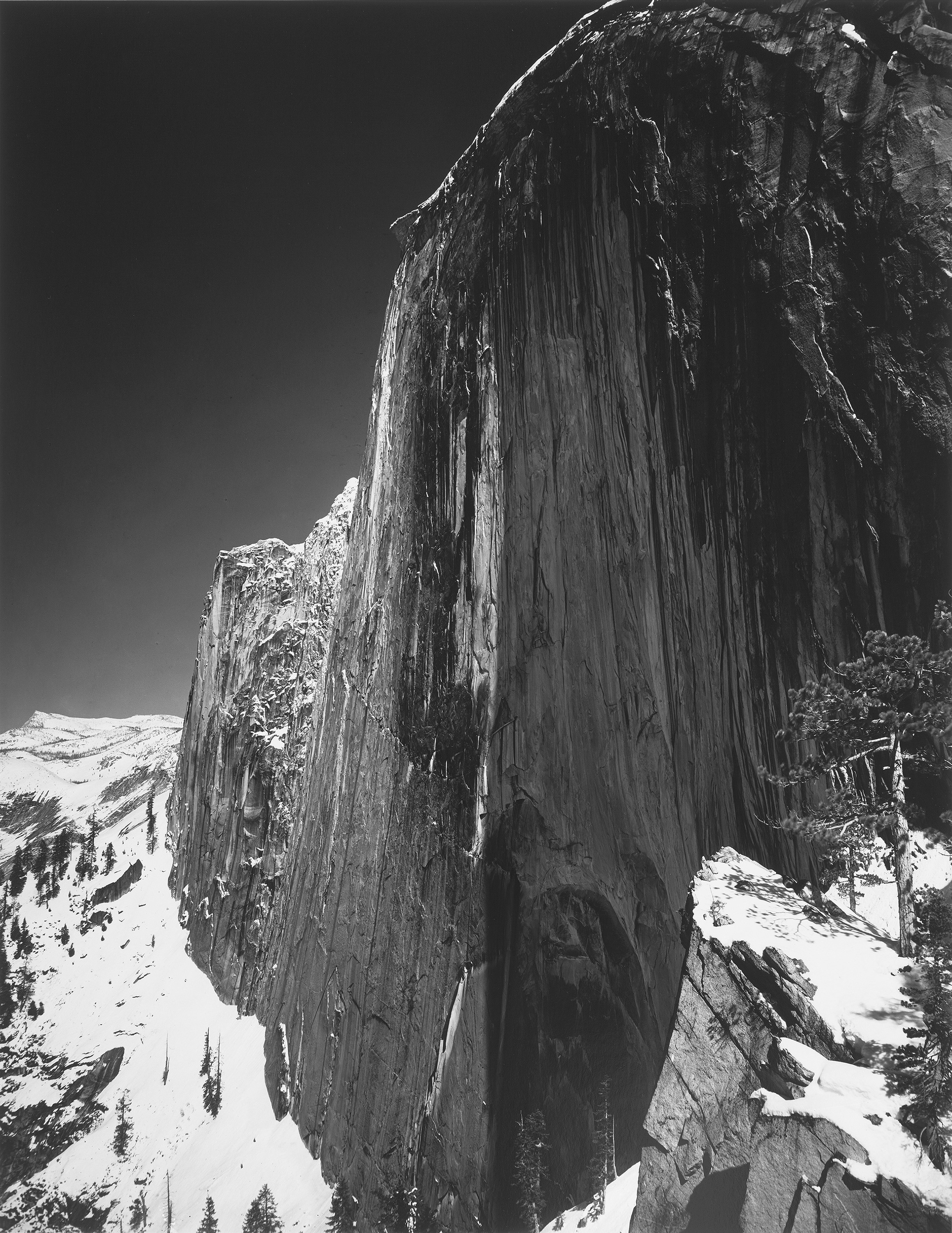
Monolit, tvář skalního útvaru Half Dome